# فن المملكة المتحدة
يشمل فن المملكة المتحدة جميع أشكال الفن المرئي في المملكة المتحدة أو المرتبطة بها منذ تشكل مملكة بريطانيا العظمى في عام 1707 وتشمل أيضًا الفن الإنجليزي والفن الأسكتلندي والفن الويلزي والفن الإيرلندي ويشكل جزءًا من فنون أوروبا. بدأت بريطانيا خلال القرن الثامن عشر، في استعادة المكانة الرائدة التي لعبتها في الفن الأوروبي خلال العصور الوسطى، إذ كانت قويةً بشكل خاصٍ في فن البورتريه وفن المناظر الطبيعية. أدى الازدهار البريطاني المتزايد إلى ارتفاعٍ كبيرٍ في إنتاج الفنون الجميلة والفنون الزخرفية، التي غالبًا ما كانت تُصدَّر للخارج. وجاءت الفترة الرومانسية نتيجة مواهب متنوعة للغاية، بما في ذلك الرسامين: وليم بليك وتيرنر وجون كونستابل وصموئيل بالمر. شهدت الفترة الفيكتورية تنوعًا كبيرًا في الفن، وإنتاجًا أكبر بكثير مما كان موجودًا من قبل. أصبح الفن الفيكتوري فيما بعد بعيدًا عن اهتمام النقاد، إذ تركز الاهتمام على رابطة ما قبل الرفائيلية والحركات الإبداعية في نهاية القرن الثامن عشر.
بدأ تدريب الفنانين، الذي كان مهملًا منذ فترة طويلة، بالتحسن في القرن الثامن عشر من خلال المبادرات الخاصة والحكومية، وتوسع بشكلٍ كبيرٍ في القرن التاسع عشر. نُقِل الفن لاحقًا عبر المعارض العامة والمتاحف إلى جمهور أوسع، وخاصة في لندن. أصبح الفن الديني في القرن التاسع عشر، شعبيًا مرة أخرى بعد غياب افتراضي منذ الإصلاح البروتستانتي، ومثلما هو الحال في بلدانٍ أخرى، فإن حركاتٍ مثل: ما قبل الرفائيلية ومدرسة غلاسكو كانت تتنافس مع تأسيس الفن الأكاديمي.
كانت المساهمة البريطانية في بدايات الفن الحديث صغيرة نسبيًا، ولكن منذ الحرب العالمية الثانية، كان للفنانين البريطانيين تأثير كبير على الفن المعاصر، خاصةً مع الأعمال التصويرية، وبقيت بريطانيا مركزًا رئيسيًا للفن العالمي.

## خلفية
يُمثل (ستونهنج) أقدم فن بريطاني باقٍ منذ نحو عام 2600 قبل الميلاد، بالإضافة إلى أعمالٍ فنيةٍ من القصدير والذهب أنتجتها حضارة القدور الجرسية منذ نحو عام 2150 قبل الميلاد. وصلت حضارة لاتين من الفن الكلتي إلى الجزر البريطانية متأخرةً إلى حد ما، أي ليس قبل 400 ق.م، وطوّرت نمطًا خاصًا من الفن، وعدد من إطارات المرايا البرونزية المزينة بأنماط معقدة من المنحنيات واللوالب والأشكال الصغيرة. يمكن أن نرى الأسلوب الزخرفي الكلتي طوال الفترة الرومانية فقط في الجزر البريطانية، كما هو واضح في أشياء مثل: ستافوردشاير مورلاندز بان وعودة ظهور الزخارف الكلتية، المخلوطة الآن مع العناصر الجرمانية المزخرفة وعناصر من البحر الأبيض المتوسط، في الفن الجزيري المسيحي. وكان لهذا الفن فترة ازدهار قصيرة ولكن مذهلة في جميع البلدان التي شكلت المملكة المتحدة خلال القرنين السابع والثامن، في أعمالٍ مثل: كتاب كيلز وأناجيل ليندسفارن. كان النمط الجزيري مؤثرًا في كافة أنحاء شمال أوروبا، وخاصةً في الفن الأنجلوساكسوني اللاحق، رغم تلقيه تأثيرات أوروبية جديدة. 
كانت المساهمة الإنجليزية في كل من الفن الرومانسكي والفن القوطي كبيرة، وخاصةً في: تذهيب الكتب والمنحوتات الأثرية في الكنائس، على الرغم من أن البلدان الأخرى أصبحت إقليمية بشكل أساسي، كافحت بريطانيا في القرن الخامس عشر، لمواكبة تطورات الرسم في أوروبا. ومن بعض الأمثلة الباقية على اللوحات الإنجليزية عالية الجودة المرسومة على الجدران قبل عام 1500: لوح ويلتون المزدوج وبعض اللوحات في دير وستمنستر وقصر وستمنستر.
كانت الإصلاحات البروتستانتية في إنجلترا واسكتلندا مدمرة للفن الديني بشكل خاص، إذ توقف إنتاج الأعمال الجديدة الدينية تقريبًا. وُفدَ فنانو بلاط تيودور من أوروبا، ووضعوا نمطًا فنيًا استمر حتى القرن الثامن عشر.

## معرض صور

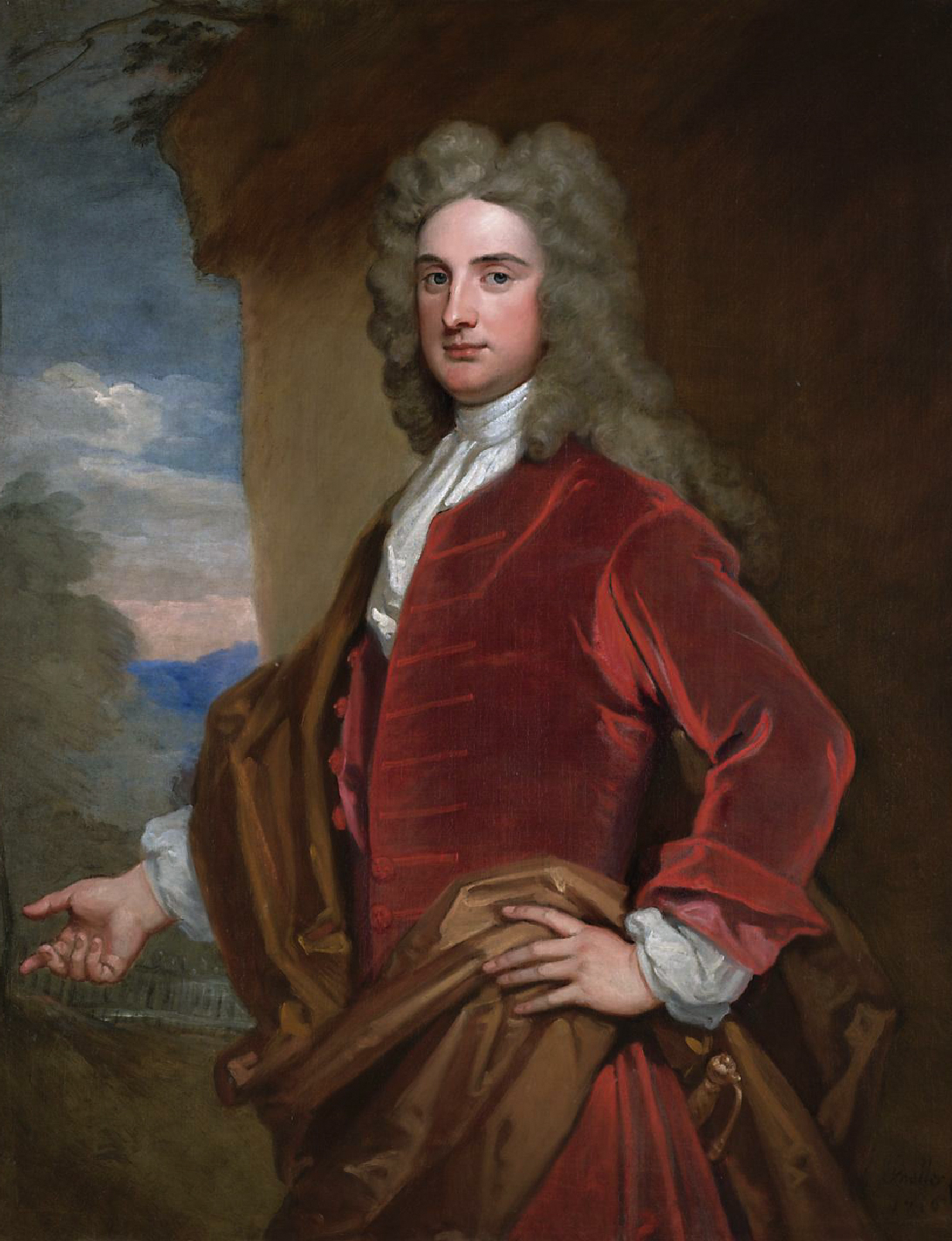
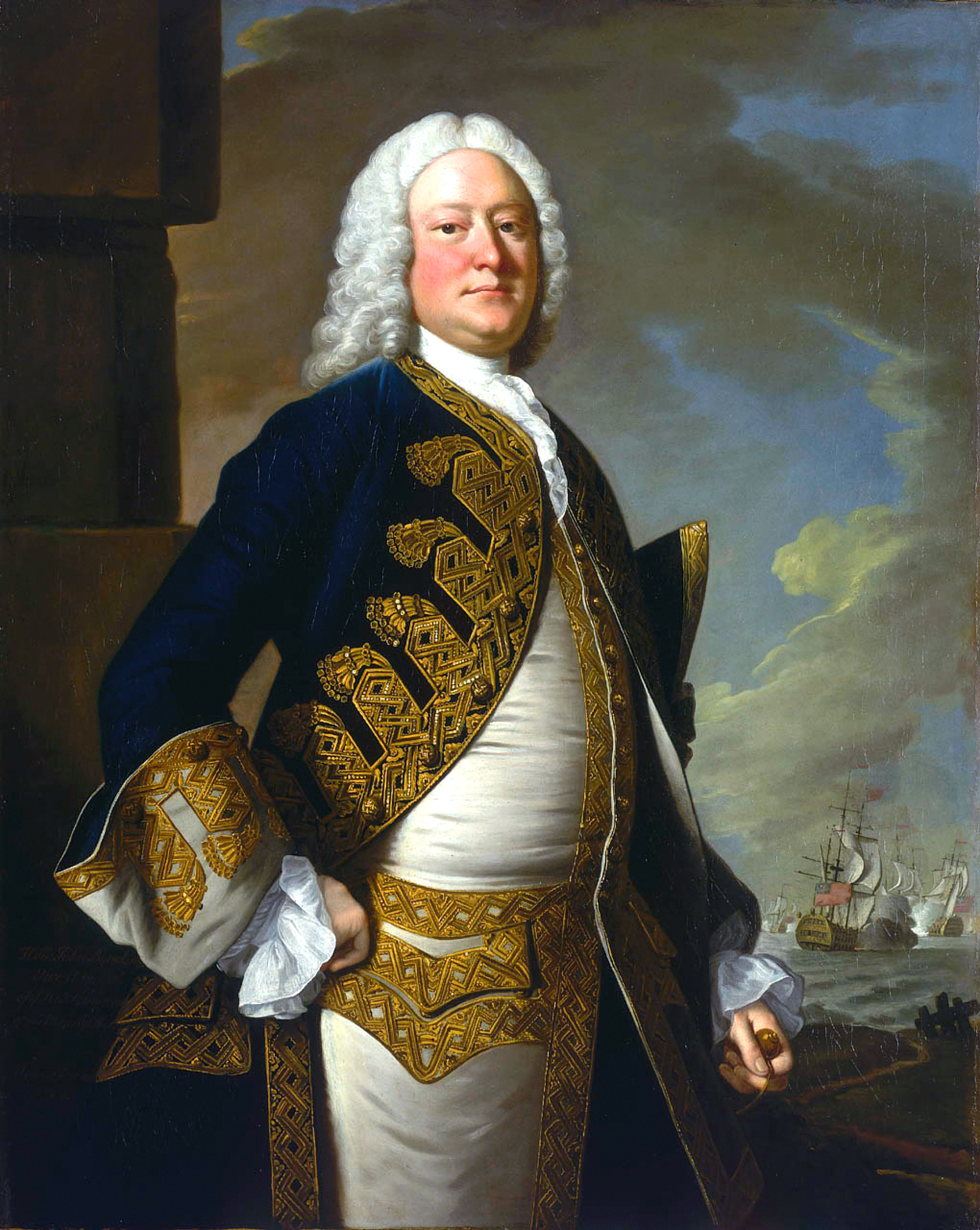
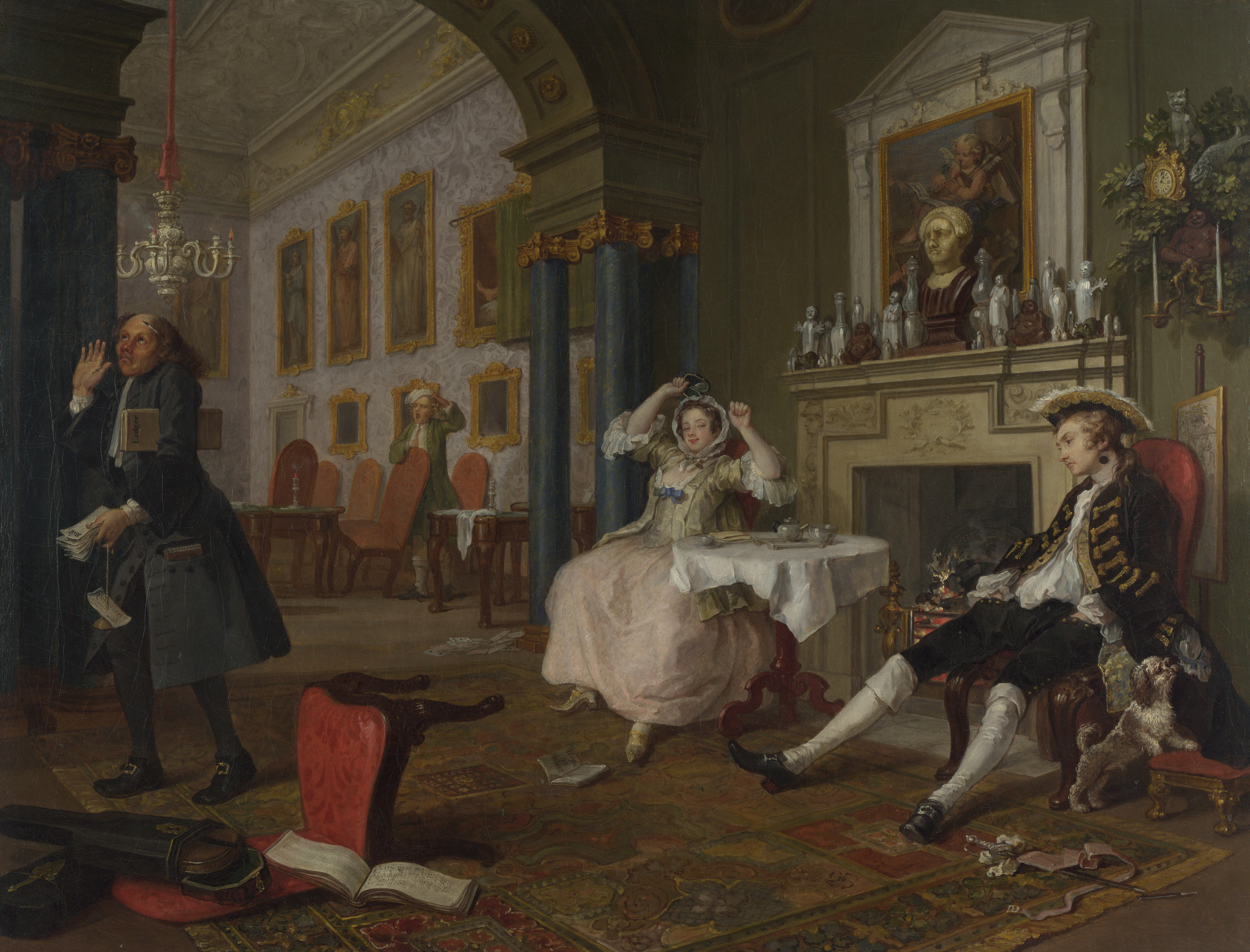